# 溫斯洛 (內布拉斯加州)
溫斯洛（英語：Winslow）是位於美國內布拉斯加州道奇縣的村。

## 人口
根據2020年美國人口普查的數據，溫斯洛的面積為0.37平方千米，皆為陸地。當地共有人口19人，而人口密度為每平方千米51人。